# Aulacorhynchus
Aulacorhynchus или зелени тукани представљају род птица из породице тукана. Живе у Мексику, Средњој и Јужној Америци. Насељавају влажне тропске шуме на висоравнима, али су неке врсте нађене и у оближњим равницама. То су углавном мали тукани, 30-44 cm

## Номенклатура
Према главној номенклатури из 1794, овај род садржи 6 врста тукана, и ова номенклатура је прихваћена од готово свих каснијих стручњака.
2001. године предложено је да дотад звана врста Aulacorhynchus prasinus буде подељена на седам различитих врста на основу прелиминарних морфолошких доказа. Ово је донекле било подржано генетским доказима, што сугерише да би и додатне врсте требало да буду признате (griseigularis је прикључена A. albivitta према морфолошким доказима, али су две врсте раздвојене на основу генетских доказа). Поред тога, генетски докази подржавају поделу A. derbianus на две различите врсте, али не подржавају дељење A. sulcatus, како је раније препоручено.
Данас, већина стручњака тврди да род Aulacorhynchus садржи седам врста (док се остале третирају као подврсте), али Америчка унија орнитолога тражи преиспитивање A. prasinus комплекса и раздвајање A. derbianus од A. whitelianus.

### Врсте
- Aulacorhynchus coeruleicinctis
- Aulacorhynchus derbianus
- Вајтлијев тукан (Aulacorhynchus whitelianus)
- Гримизнорепи тукан (Aulacorhynchus haematopygus)
- Тукан жутих обрва (Aulacorhynchus huallagae)
- Aulacorhynchus prasinus
  - Ваглеров тукан (Aulacorhynchus (prasinus) wagleri)
  - Плавоврати тукан (Aulacorhynchus (prasinus) caeruleogularis)
  - Aulacorhynchus (prasinus) cognatus
  - Санта Марија тукан (Aulacorhynchus (prasinus) lautus)
  - Андски тукан или [беловрати тукан] (Aulacorhynchus (prasinus) albivitta)
  - Сивоврати тукан (Aulacorhynchus (prasinus) griseigularis)
  - Црноврати или перуански тукан (Aulacorhynchus (prasinus) atrogularis)
- Aulacorhynchus sulcatus
  - Жутокљуни тукан (Aulacorhynchus (sulcatus) calorhynchus)